# Bököny, Szabolcs-Szatmár-Bereg
Bököny  este un sat în districtul Nagykálló, județul Szabolcs-Szatmár-Bereg, Ungaria, având o populație de 3.328 de locuitori (2011). 

## Demografie
Componența etnică a satului Bököny
     Maghiari (90,05%)
     Romi (9,2%)
     Necunoscut (0,27%)
     Alții (0,48%)
Componența confesională a satului Bököny
     Greco-catolici (44,98%)
     Romano-catolici (23,08%)
     Reformați (11,75%)
     Fără religie (6,31%)
     Necunoscută (13,88%)
     Alte religii (0,75%)
Conform recensământului din 2011, satul Bököny avea 3.328 de locuitori. Din punct de vedere etnic, majoritatea locuitorilor (90,05%) erau maghiari, cu o minoritate de romi (9,2%). Apartenența etnică nu este cunoscută în cazul a 0,27% din locuitori. Nu există o religie majoritară, locuitorii fiind greco-catolici (44,98%), romano-catolici (23,08%), reformați (11,75%) și persoane fără religie (6,31%). Pentru 13,88% din locuitori nu este cunoscută apartenența confesională.